# مشانون (پنسیلوانیا)
مشانون (به انگلیسی: Moshannon) یک منطقهٔ مسکونی در ایالات متحده آمریکا است که در شهرستان سنتر، پنسیلوانیا واقع شده‌است. مشانون ۰٫۸۹ کیلومتر مربع مساحت و ۲۸۱ نفر جمعیت دارد و ۴۶۶٫۶۵ متر بالاتر از سطح دریا واقع شده‌است.